# 佐賀・長崎鉄道管理センター
一般社団法人佐賀・長崎鉄道管理センター（さが・ながさきてつどうかんりセンター）は、九州新幹線西九州ルート（西九州新幹線）の開業に伴い、並行在来線となる長崎本線 江北駅 - 諫早駅間の鉄道施設・用地を九州旅客鉄道（JR九州）へ貸し付けている鉄道事業者である。
一般的に並行在来線はJRから完全に切り離されるのが通例だが、沿線自治体の反対を受け（詳細な経緯については「西九州新幹線」を参照されたい）、佐賀県・長崎県・JR九州等の合意により上下分離方式のみを実施し、引き続きJR九州が列車の運行を九州新幹線西九州ルートの開業時点から23年間（2044年まで）維持するという、日本初のケースとなっている。
なお、一般社団法人が鉄道事業者となるのは、養老線管理機構に続いて2例目となる。

## 沿革
- 2021年（令和3年）4月1日 - 法人設立[1]。
- 2022年（令和4年）
  - 1月31日 - 第3種鉄道事業許可[2]。
  - 9月23日 九州新幹線西九州ルート（西九州新幹線）の開業に伴い、長崎本線のうち江北駅（同日に肥前山口駅から改称）- 諫早駅間の鉄道施設をJR九州より移管[3][4]。同区間の第三種鉄道事業者となる。